# Galactia neesii
Galactia neesii är en ärtväxtart som beskrevs av Dc. Galactia neesii ingår i släktet Galactia och familjen ärtväxter.

## Underarter
Arten delas in i följande underarter:
- G. n. australis
- G. n. macropoda
- G. n. neesii